# Római névadási szokások
Az ókori Rómában használt névadási szokások szerint a patricius férfiak neve általában három részből állt (latinul tria nomina, innen trinominális). Ezek:
1. a kapott név, praenomen (előnév);
2. a nemzetség (gens) neve, a nomen gentile vagy gentilicium;
3. a nemzetségen belüli család neve, a cognomen – ezekhez néha egy második cognoment, úgynevezett agnoment is hozzáadtak.

Ez a rendszer az etruszkoktól eredt.
Gyakran jelölték a teljes, hosszabb névben az apa, illetve adoptálás esetén az örökbefogadó nevét is.
A nők esetében apjuk nemzetségnevét használták nőnemű alakban, amelyet az apai cognomen követett genitivus alakban (Iulia Caesaris), illetve férjezett nőknél házastársuké, és jelölték a névben a nővérek születésének sorrendjét is (Prima, Secunda, Tertia). A késői Római Köztársaság idejére a nők gyakran apjuk cognomenjének nőnemű alakját használták a birtokos alak helyett, esetleg kicsinyítő alakban (Livia Drusilla).

## Története
A korai Római Királyság időszakában a források szerint az embereknek csak egy nevük volt. A pontosabb személyes azonosításra alkalmazott módszereik nem ismertek, bár nyilván szükség volt rá, mivel a későbbi korokból ismert praenomenek száma meglehetősen alacsony. Ahogy Róma népessége nőtt, használatba jött a második, családi név is. A köztársaság korának elején már a háztartás minden tagjának legalább két neve volt: a kapott praenomen és egy fix, örökölt név, a családfő (pater familias) nevének genitivus alakja.
Ez a fajta kettős elnevezés egyedi volt a korabeli indoeurópai nyelvek közt. A név fő eleme az örökölt gens név volt, ez lehet az oka, hogy viszonylag kisszámú kapott név volt használatban. Már a királyok korában megjelent a cognomen.
A cognomen szerepe, hogy a nemzetségen belül megkülönböztessék egymástól a családokat, ahogy a nemzetség fontossága és a szavazó törzsek népessége nőtt. Egy patrícius nemesnek így már hármas neve volt. Bár e rendszer gyökerei a Kr. e. 6. századig nyúlnak vissza (az első ismert trinominális nevek az etruszk királyok alatt tűnnek fel), lassan terjedt el, a hivatalos dokumentumokban csak a Kr. e. 2. század vége felé jelent meg és Sulla idejében vált általánosan használttá. A nem patríciuok között még lassabban terjedt el: a plebeiusok közt a cognomen első dokumentált példái Kr. e. 125 körül jelennek meg, és általánossá csak egy évszázaddal később váltak.
A Bizánci Birodalomban a hagyományos római nyelvet, kultúrát és névadást a görög váltotta fel.

## Az előnév
A praenomen (előnév) nem felel meg a mai keresztnévnek, hasonlósága kimerül abban, hogy ez egy szabadon választott, a születéskor kapott névelem. A gyermek a lusztráció megtisztítási szertartásán kapta. Más kultúrákhoz képest a rómaiak nagyon kevés praenoment használtak: a leggyakoribbak száma kevesebb volt, mint 40, a késői köztársaság idején pedig mintegy 18. Volt olyan nemzetség, amely ezek közül is csak néhányat használt és volt olyan praenomen, amely csak egy bizonyos nemzetséghez kötődött. A pater familias gyakran önmagáról nevezte el a gyermeket (például nemtől függően Lucius, vagy Lucia). A legtöbb praenomen hímnemben -o tövű (nominativusban -us), nőnemben -a tövű főnév.
A használatban lévő előnevek (és általában alkalmazott rövidítésük):
- Appius (Ap., App.), Aulus (A.), Caeso (K.),[1] Caius (vagy Gaius) (C.), Cnaeus (vagy Gnaeus) (Cn.), Lucius (L.), Manlius (néha Manius) (eredetileg ꟿ., később M’),[2] Mamercus (Mam.), Marcus (M.), Numerius (N.), Publius (P.), Servius (Ser.), Spurius (Sp.), Tiberius (Ti., Tib.), Titus (T.), Tullus (Tul.), Volesus (Vol.). E névsor a későbbiekben lassan bővült, idegen elemekkel és cognomenből prenomenné vált nevekkel is, például Aurelius, Flavius (Fl.), Claudius (Cl.), Julius, Junius, Valerius (Val.).

Mivel az egyéni nevek száma igen kevés volt, ezért az első fiúknak még választottak egyéni nevet, de ha valakinek ötnél több fia volt, akkor már csak sorszámozták őket.
- Quintus (Q.): ötödik, Sextus (Sex., Sext., néha S.): hatodik, Septimus: hetedik, Octavus, Octavius (néha Oct.):[3] nyolcadik, Nonus: kilencedik, Decimus (D.):[4] tizedik). A kisebb sorszámok ritkák voltak, de előfordultak (Primus: első, Secundus: második, Tertius: harmadik, Quartus: negyedik).

## Nomen gentile vagy Gentilicium
A második név, vagy nomen gentile a gens, a nemzetség neve. Az eredeti nemzetségek a Rómában letelepedett családoktól származtak. Ezek teljes klánokká fejlődtek, amelyek benépesíthettek akár egy teljes földrajzi régiót. Ahogy Róma területe gyarapodott, a törzsek száma is emelkedett és már nem az összes törzs származott az eredeti betelepült ősatyáktól. Egyesek etruszk nevet viseltek, mások helyi törzsekét, megint mások földrajzi nevekkel azonosították magukat, mint például egy folyó neve. Sok nemzetségnév jól felismerhetően éppúgy gúnynév-ragadványnév eredetű, mint a cognomen és agnomen. A nemzetségneveknek csak egy része fejthető meg. Néhány jól ismert ősi római nemzetség: Tarquiniusok (az etruszk Tarchuna város nevéből), az Aemiliusok, Claudiusok (claudus: sánta, bicegő), Corneliusok (cornus: somfa), Domitiusok, Iuliusok, Pompeiusok, Serviliusok, Antoniusok vagy a Valeriusok. További nemzetségnevek: Fabius (faba: bab), Flavius (flavus: szőke), Porcius (porcus: disznó), Asinius (asinus: szamár), Vitellius (vitulus: borjú), Tiberius (Tiberis melletti), Ovidius (valószínűleg ovis: juh).
A római nemzetségnevek jó része tovább él a mai keresztnevekben, leginkább a női keresztnevekben, aminek oka az, hogy a nőknek egyáltalán nem volt prenomenjük, helyette a nemzetségnév nőnemű alakjával különböztették meg őket. Így a Cornelia, Claudia, Caecilia, Aemilia, Octavia, Aurelia, Livia, Valeria, Antonia, Maria, Lucia, Iulia, Augusta (stb) élő női keresztnevek.

## Cognomen
A harmadik név, vagy cognomen eredete az a szándék lehetett, hogy egy gens tagjait megkülönböztessék egymástól. A hivatalos dokumentumokban Kr. e. 100. körül tűnt fel, apáról fiúra öröklődővé vált és a nemzetségen belül a családot azonosította. Eredetileg gyakran valamely fizikai tulajdonság vagy személyiségjegy alapján született. Ebben a gúnynak is lehetett szerepe, és időnként ironikusan ellentmondásba került a viselő valós jegyeivel: a kopaszodó Caesar nevének jelentése például „hajas” volt, az elismerés övezte szónok Tacitusé pedig "csendes". További példák: Cicero (cicer: borsó), Naso (nagyorrú), Flaccus (fonnyadt, lelógó), Labeo (vastag ajkú), Plautus (lúdtalpas), Strabo (kancsal), Maximus (nagy növésű), Nepos (unoka), Gracchus (csóka), Agricola (földműves), Lentulus (lencse), Tranquillus (nyugodt), Pilatus (csárdás), Caecus (vak), Magnus (nagy), Rufus (vörös), Niger (fekete), Catullus (catulus: kutyakölyök), Scipio (bot, pálca), Postumus (utószülött). A Nero szabin eredetű, jelentése bátor.
E névadási mód általános az agrártársadalmakban, és faluhelyen a mai napig is. A ragadványnevek eredete a messzi múltba nyúlik, és sokszor maguk a rómaiak sem voltak tisztában jelentésükkel. Egyáltalán nem biztos például, hogy a Caesar név mit jelentett, de a rómaiakat a caesariesre (= sűrű, bozontos haj) asszociálta.
Lásd még: Római családnevek listája

## Agnomen
A második cognomen, vagy agnomen még finomabb szűrőt jelentett és a családon belüli azonosítást szolgálta. Gyakran gúnynév volt, más esetekben azonban a cognomenhez hasonlóan öröklődővé vált és a család egy bizonyos ágát kezdte jelölni. Például: Africanus, Asiaticus, Augustus (a császárok neve), Britannicus, Caligula, Germanicus.

## Örökbefogadás
Az örökbefogadás az ókori Rómában elterjedt gyakorlat volt. Ha egy férfit befogadtak egy másik családba, megkapta a család nevét, születési családját ugyanakkor egy cognomennel jelölték. Példák:
- Publius Cornelius Scipio Aemilianus Africanus, Lucius Aemilius Paullus Macedonicus biológiai fia, akit befogadtak a Cornelius Scipio családba.
- Mamercus Aemilius Lepidus Livianus (Princeps senatus, Kr. e. 1. század, Livius fia, az Aemilii Lepidi által adoptálva.

## Külföldi nevek
Ahogy Róma az Itáliai-félszigeten túlra terjeszkedett, egyre több külföldi nevet alkalmaztak. Bár az új római polgárok a római nevek felvételével is igyekeztek bizonyítani lojalitásukat, legalább részben régi nevüket is gyakran megőrizték. A kisegítő csapatok római polgárrá váló katonái gyakran a császár nemzetségnevét vették fel és eredeti nevüket cognomenként illesztették hozzá.

## Női nevek
Vannak rá utalások a forrásokban, hogy a legkorábbi időkben az előneveknek női változatai is voltak és a nők neve praenomenből és nemzetségnévből állt, amit az apa neve követett.
A köztársaság idején azonban a nőknek általában nem volt előneve. Ehelyett apjuk nemzetségnevének női alakját viselték és ha további pontosításra volt szükség, ehhez az apai cognomen genitivus alakját, vagy házasok esetében a férjét fűzték. Például Cicero Annia P. Anni senatoris filia néven említ egy nőt („Annia, P. Annius szenátor leánya”).
Ha egy családnak két leánya volt, maior („nagyobb”) és minor („kisebb”) néven különböztették meg őket. Marcus Antoniusnak két lánya volt: Antonia Maior (Nero császár nagyanyja) és Antonia Minor (Claudius császár anyja). Ha a családnak kettőnél több lánya volt, akkor számozták őket: Cornelia Quinta, „Cornelius ötödik lánya”.
A késői köztársaság idején a nők már apjuk cognomenjének nőnemű alakját is felvették (például Caecilia Metella Crassi, Q. Caecilius Metellus lánya és P. Licinius Crassus felesége). Ezt a nőneműsített cognoment gyakran kicsinyítették is (diminitivum): Augustus felesége, Livia Drusilla például M. Livius Drusus lánya volt).
Arra is akad néhány példa, hogy egy nő anyja nevét kapta: Arria, Thrasea Paetus és felesége, Arria lánya.

## Hozzáadott elemek és példák

### Apai név (filiáció)
Kezdetben a teljes nevet a praenomen és a nemzetségnév alkotta, amihez hozzáfűzték az apa nevére utaló rövidített patronímát is. Ez a „fia” jelentésű latin filius szó rövidítése volt, amely előtt az apai előnév rövidítése állt. Például ha egy római neve M. Antonius M. f. volt (M. f. = Marci filius), akkor ez azt jelentette: Marcus Antonius, Marcus fia. Ehhez hozzátehették a nagyapai nevet is az n. rövidítés (nepos) használatával.
A köztársaság középső időszakára a filiáció után annak a törzsnek a rövidített nevét is odatették, amelyben a férfi hadba vonult (nem ismert, ez mikor lett a név hivatalos része).

### Törzsek
A törzs (tribus) nem a származást, hanem a helyet jelölte: a római ahhoz a törzshöz tartozott, amelynek területén lakott. A törzsi hovatartozás fontos része volt a római állampolgárságnak, mert a szavazásokra is törzsenként került sor. Róma terjeszkedésével a törzsek száma is emelkedett.
Lásd még: Római törzsek listája

### Példaelemzés
Egy teljes név példaelemzése: Marcus Aurelius Marci f. Quinti n. tribu Galeria Antoninus Pius, domo Caesaraugusta.
- praenomen: Marcus
- nomen gentile: Aurelius (az Aurelia nemzetséghez – többes számban: Aurelii – tartozik)
- patronimicus: Marcus fia
- nagyapja: Quintus unokája
- törzs: Galeria (törzs Caesaraugusta régiójában, Hispániában)
- cognomen: Antoninus család, többes számban Antonini
- agnomen: Pius (valószínűleg vallásossága miatt – ez a név ritkán öröklődött)
- város: Caesaraugusta (az ókori Saragossa vagy Zaragoza Hispániában)

A mindennapi használatban a személyt cognomenjén említették, vagy praenomenjén és a nemzetségnéven (nomen gentile) együtt. Például Marcus Livius Drusust „Drusus” vagy „Marcus Livius” néven említették. Iulia Martianát egyszerűen Iulia néven. A rövid névhasználat a tudósoknak gyakran okozott azonosítási problémákat egyes személyekkel kapcsolatban.

### Egy személynév fejlődése
Az ókori Rómában egy személy neve nem volt állandó: státuszával, társadalmi kapcsolataival együtt változhatott. Példaként az első császár, Augustus nevének fejlődése:
Kr. e. 63: Születésekor
- C·OCTAVIVS·C·F·
- Caius Octavius Caii filius
  - Caius, az Octavius nemzetségből, Caius fia

Kr. e. 44: Julius Caesar halálakor. Végrendeletében örökbe fogadta Caius Octaviust. (Lásd még: Örökbefogadás Rómában).
- C·IVLIVS·C·F·CAESAR·OCTAVIANVS
- Caius Iulius Caii filius Caesar Octavianus
  - Caius Caesar a Iulius-nemzetségből, Caius fia, eredetileg az Octavius nemzetségből

Kr. e. 42: Julius Caesart istenné avatták és ez Octavianus nevében is változást okozott.
- C·IVLIVS·DIVI·F·CAESAR·OCTAVIANVS
- Caius Iulius Divi filius Caesar Octavianus
  - Caius Caesar a Julius nemzetségből, az istennéavatott fia, eredetileg az Octavius nemzetségből

Kr. e. 31: Octavianust a hadsereg imperatornak kiáltotta ki
- IMP·C·IVLIVS·DIVI·F·CAESAR·OCTAVIANVS
- Imperator Caius Iulius Divi filius Caesar Octavianus
  - Imperator Caius Caesar a Iulius nemzetségből, az istennéavatott fia, eredetileg az Octavius nemzetségből

Kr. e. 27: A Római Szenátus az Augustus címet adományozza, ez lesz az uralkodó hivatalos császári neve.
- IMP·CAESAR·DIVI·F·AUGUSTUS
- Imperator Caesar Divi filius Augustus
  - Imperator Caesar, az istennéavatott fia, a Felséges (augustus)